# کری مالیس
کری بنکس مالیس (به انگلیسی: Kary Banks Mullis) ‏(متولد ۲۸ دسامبر ۱۹۴۴ - درگذشتهٔ ۷ اوت ۲۰۱۹) بیوشیمی‌دان، نویسنده و سخنران آمریکایی بود. در سال ۱۹۹۳ «برای اختراع روش واکنش زنجیره‌ای پلیمراز» موفق به کسب جایزه نوبل شیمی شد.